# Galeusca-Pueblos de Europa
Galeusca-Pueblos de Europa fue el nombre que adoptó una coalición electoral formada para presentarse a las elecciones al Parlamento Europeo de 2004 en España. Toma su nombre de los diferentes pactos con el mismo nombre que enlazaron a nacionalistas vascos, catalanes y gallegos durante la primera mitad del siglo XX.
Sus integrantes eran cinco partidos de ámbito regional y carácter nacionalista periférico: Convergència i Unió (CiU), Partido Nacionalista Vasco (PNV/EAJ), Bloque Nacionalista Galego (BNG), Bloc Nacionalista Valencià (BLOC) y Partit Socialista de Mallorca - Entesa Nacionalista (PSM). Si bien no formó parte de la coalición electoral, también pidió el voto para la misma el Partido Nacionalista Canario. Su nombre es el acrónimo de las tres nacionalidades representadas por estos tres partidos políticos, respectivamente: Galicia, Euskal Herria y Cataluña.
La coalición tiene sus raíces en la declaración de Barcelona firmada el 18 de julio de 1998 entre el Partido Nacionalista Vasco, Bloque Nacionalista Galego y Convergència i Unió, en la cual se intentaba recuperar el espíritu de anteriores alianzas entre nacionalistas vascos, gallegos y catalanes en contra de la que consideraban política antiautonomista del presidente del gobierno español José María Aznar. 
Los cuatro primeros lugares de la lista fueron ocupados por Ignasi Guardans (Convergència Democràtica de Catalunya, por CiU), Josu Ortuondo Larrea (PNV), Camilo Nogueira Román (BNG) y Daniel Ortiz (Unió Democràtica de Catalunya, por CiU).
La coalición obtuvo 798.816 votos en toda España (5,15%), siendo la tercera fuerza política y obteniendo dos eurodiputados de los 54 en juego. La coalición obtuvo sus mejores resultados en Baleares (9.394 votos, 3,6% en la comunidad autónoma), Cataluña (369.103 votos, 17,44%), Comunidad Valenciana (19.627 votos, 1,12%), Galicia (141.756 votos, 12,32%), Navarra (4.188 votos, 2,1%) y el País Vasco (249.143 votos, 35,28%, siendo la lista más votada en esta comunidad autónoma), sin sobrepasar el 0,2% en ninguna otra comunidad autónoma. Inicialmente, se le adjudicó a Galeusca un tercer eurodiputado (Camilo Nogueira). Sin embargo, después de que el Partido Popular recurriera, la Junta Electoral Central dio por válidos algunos votos no considerados inicialmente, por lo que, por un margen de 167 votos, concedió el escaño al PP (hacía el número 24). El Tribunal Constitucional confirmó el fallo de la Junta Electoral Central.
Los dos eurodiputados elegidos se integraron en el grupo de la Alianza de los Demócratas y Liberales por Europa.